# Sebastián Rambert
Sebastián Pascual Rambert (ur. 30 stycznia 1974 w Bernal) – argentyński piłkarz występujący podczas kariery na pozycji napastnika.

## Kariera klubowa
Sebastián Rambert pochodzi z rodziny o piłkarskich tradycjach. Jego ojciec Ángel Rambert był piłkarzem Lanus Buenos Aires i Olympique Lyon. Podczas gry w Lyonie występował w reprezentacji Francji. Karierę piłkarską Sebastián Rambert rozpoczął w klubie CA Independiente w 1992 roku. W Independiente grał do 1995 roku. Podczas tego okresu wywalczył mistrzostwo Argentyny Clausura w 1994 roku, Supercopa Sudamericana 1994 oraz Recopa Sudamericana 1995.
Latem 1995 roku wyjechał do włoskiego Interu Mediolan. Przygoda z Interem był nieudana. Rambert nie zadebiutował w Serie A, zaliczając jedynie dwa mecze w barwach Interu z AC Lugano w Pucharze UEFA oraz US Fiorenzuola w Pucharze Włoch. W listopadzie 1995 Rambert został sprzedany do Realu Saragossa. W 1996 roku powrócił do Argentyny do Boca Juniors. Rok później przeszedł do największego rywala Boca Juniors – River Plate, stając się jednym z nielicznych piłkarzy, którzy grali w trzech najbardziej utytułowanych argentyńskich klubach: Independiente, Boca i River Plate.
W River Plate grał przez 3 lata i zdobył w tym czasie trzykrotnie mistrzostwo Argentyny w mistrzostwach Argentyny Apertura 1997, mistrzostwach Argentyny Apertura 1999 i mistrzostwach Argentyny Clausura 2000 oraz zdobył Supercopa Sudamericana 1997. W 2000 powrócił na sezon do Independiente, po czym po raz drugi wyjechał do Europy do greckiego Iraklisu Saloniki. Ostatnim etapem kariery był Arsenal Sarandí, gdzie zakończył karierę w 2003 roku.

## Kariera reprezentacyjna
W reprezentacji Argentyny Sebastián Rambert zadebiutował 16 listopada 1994 roku w wygranym 3-0 towarzyskim meczu z Chile w Santiago. Był to udany debiut, gdyż Rambert strzelił bramkę już w 5 min. meczu. W 1995 roku został powołany przez selekcjonera Daniela Passarellę do kadry na Puchar Konfederacji. Tam był podstawowym zawodnikiem i wystąpił w spotkaniach z Japonią (bramka), Nigerią i przegranym finale z Danią. Ostatni raz w kadrze albicelestes zagrał 14 lutego 1995 w wygranym 4-1 meczu z Bułgarią, w którym zdobył dwie bramki. Ogółem Rambert rozegrał w kadrze narodowej 8 meczów i strzelił 4 bramki.
Rambert występował w młodzieżowej reprezentacji Argentyny U-23, z którą zdobył złoty medal Igrzysk Panamerykańskich odbywających się w Mar del Plata w 1995 roku.